# Café Society (phim)
Giới Thượng Lưu (tiếng Anh: Café Society) là một cuốn phim tình cảm lãng mạn Mỹ phát hành 2016, được viết và đạo diễn bởi Woody Allen. Các diễn viên gồm có Jeannie Berlin, Steve Carell, Jesse Eisenberg, Blake Lively, Parker Posey, Kristen Stewart, Corey Stoll và Ken Stott.
Truyện phim nói về một chàng trai trẻ đặt chân đến Hollywood vào những năm 1930 với hy vọng tìm được chỗ đứng trong ngành công nghiệp điện ảnh Mỹ và yêu phải người phụ tá trẻ đẹp của chú mình mà có một văn phòng tuyển lựa tài năng.
Phim này chiếu lần đầu tiên vào ngày 11 tháng 5 năm 2016 và cũng là phim thứ ba của Woody Allen được chiếu trong buổi mở màn Liên hoan phim Cannes  và bắt đầu chiếu tại các rạp ở Mỹ vào ngày 15 tháng 7 năm 2016. Nó nhận được nhiều khen ngợi và thu về hơn 20 triệu USD.

## Diễn viên
- Jesse Eisenberg vai Bobby Dorfman
- Kristen Stewart vai Veronica "Vonnie" Sybil
- Steve Carell vai Phil
- Blake Lively vai Veronica Hayes
- Parker Posey vai Rad
- Corey Stoll vai Ben Dorfman
- Jeannie Berlin vai Rose Dorfman
- Ken Stott vai Marty Dorfman
- Anna Camp vai Candy
- Paul Schneider vai Steve
- Sheryl Lee vai Karen Stern
- Tony Sirico vai Vito
- Stephen Kunken vai Leonard
- Sari Lennick vai Evelyn Dorfman
- Max Adler vai Walt
- Don Stark vai Sol
- Gregg Binkley vai Mike
- Woody Allen vai Người dẫn chuyện (lồng tiếng)[8]

## Truyện phim
Bobby Dorfman là con trai út của một người Do Thái Mỹ làm nghề chế tạo đồ trang sức tại New York trong những năm 1930. Chị gái ông Evelyn là một giáo viên và anh trai cả Ben, một tay anh chị. Bobby không muốn đi vào doanh nghiệp gia đình và muốn thử thời vận mình tại Los Angeles. Mẹ ông Rose hỏi em trai bà Phil, chủ nhân của một văn phòng tuyển lựa tài năng có nhiều thế lực ở Hollywood, để giúp đỡ con trai mình lúc bắt đầu. Phil đã lập gia đình, tuy nhiên, có một cuộc tình lén lút với thư ký của mình Vonnie, người ông đề nghị dẫn Bobby đi xem thành phố. Bobby phải lòng Vonnie ngay lập tức, người đã đáp lại cảm xúc của ông theo thời gian. Khi Phil cuối cùng dứt khoát được, để ly dị vợ, Vonnie quyết định chọn ông ta thay vì Bobby, làm cho ông trở nên đầy thất vọng và trở về New York.
Ở đó, ông làm việc cho anh trai Ben và quản lý một hộp đêm, làm cho nó trở thành một nơi gặp gỡ quan trọng của giới ăn chơi New York. Ông lại gặp một Veronica khác vừa ly dị và cũng yêu ngay cô ta. Sau khi Veronica có thai, hai người kết hôn với nhau. Một đêm Phil và vợ Vonnie đột nhiên tới hộp đêm Bobby và yêu cầu ông ta ngồi chung bàn với họ. Sau đó Bobby và Vonnie lại hẹn gặp nhau, Bobby dẫn cô đi xem thành phố và hai người nhận ra, họ vẫn yêu nhau như trước. Trong khi đó, Sở Cảnh sát New York đang điều tra Ben và cuối cùng đã bắt giữ ông vì tội giết người và một số tội danh khác. Ông bị kết án tử hình và phải lên ghế điện. Bobby bây giờ quản lý một mình hộp đêm đó, mà thậm chí còn phát triển tốt hơn bởi những vụ bê bối của anh trai mình.
Những nhà đầu tư lại muốn ông mở thêm một chi nhánh ở Los Angeles, nên Bobby phải tới đó để xem xét, nhưng không đồng ý. Trước khi ông trở về, ông và Vonnie đi ăn trưa cùng với nhau, tại nơi mà họ đã hẹn nhau lần đầu. Vonnie có đề cập là cô và Phil sẽ tới thăm New York. Tuy nhiên, cả hai quyết định là sẽ không gặp nhau nữa. Vài tháng sau, vào ngày cuối năm, Bobby mở tiệc ăn mừng giao thừa tại hộp đêm của mình và Vonnie với chồng tại một buổi tiệc ở Hollywood. Khi gần bước sang năm mới, cả hai dường như có khoảng cách nào đó với vợ hoặc chồng mình.

## Sản xuất
Từ ngày 9 tháng 3 năm 2015, Bruce Willis đã có trong danh sách diễn viên của phim này. Tuy nhiên vào ngày 24 tháng 8 năm 2015 có loan báo là Willis không thể tham dự vì có trùng về giờ giấc với vở kịch phỏng theo truyện Misery của Stephen King tại Sân khấu Broadway mà ông có tham dự. Vào ngày 28 tháng 8 năm 2015, Steve Carell được chọn để thay thế Willis. Vào tháng 3 năm 2016, tựa phim được khẳng định là sẽ lấy tên Café Society.

### Đóng phim
Phim bắt đầu đóng vào ngày 17 tháng 8 năm 2015 ở và chung quanh Los Angeles. Vào ngày 8 tháng 9 năm 2015 thì bắt đầu quay ở New York City,, chủ yếu ở Brooklyn.
Phim ban đầu hoạch định với một ngân sách là $18 triệu, tuy nhiên cuối cùng nó lên tới $30 triệu, làm nó trở thành cuốn phim đắt tiền nhất trong sự nghiệp phim ảnh của Allen.